# C23H31NO3
化学式C23H31NO3的化合物（摩尔质量：369.5 g/mol）可以指：
- 地丙苯酮，CAS号：81447-80-5
- 诺孕酯，CAS号：35189-28-7

|  | 这个同类索引页列出了具有相同分子式的化学物（即同分異構體）条目。 除非您是有意链接至本页，否则应将相应条目的内部链接指向正确的条目。 |